# Leptocoma aspasia
El suimanga negro (Leptocoma aspasia) es una especie de ave paseriforme de la familia Nectariniidae propia de la Melanesia occidental y la Wallacea.

## Distribución y hábitat
Se encuentra en las islas Célebes, Molucas, Nueva Guinea, Bismark y algunas islas menores aledañas. Su hábitat natural son las selvas húmedas tropicales de tierras bajas y los manglares.